# 伊利亞河

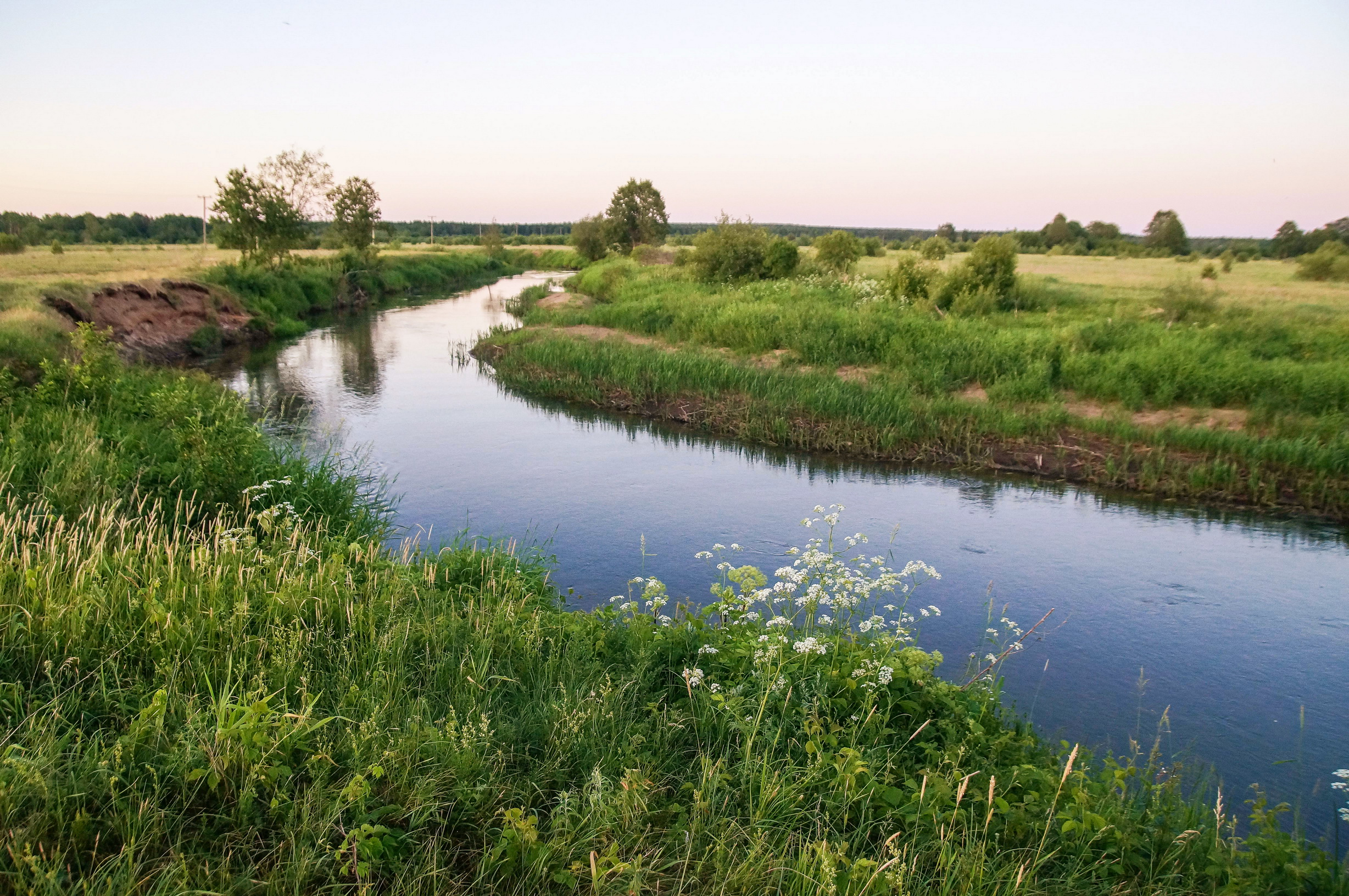
伊利亞河

伊利亞河（白俄羅斯語：Ілія）是白俄羅斯的河流，屬於内里斯河的右支流，由明斯克州負責管轄，河道全長62公里，集水區面積1,220平方公里，曾經是波蘭第二共和國和蘇聯之間接壤的邊界。